# 부천실업고등학교
부천실업고등학교는 경기도 부천시 오정구 오정동에 있는 학력인정 평생교육시설 고등학교이다.

## 학교 연혁
- 1989년 9월 : 부천실업고등학교 설립.
- 1989년 11월 : 사회교육시설 인가.
- 1990년 3월 : 제1회 입학식
- 1993년 2월 : 제1회 졸업식 (총 24명)
- 1997년 11월 : 경기도교육감지정 학력인정 평생교육시설 인가.
- 2000년 3월 : 기숙사 운영 시작
- 2014년 3월 : 주간학교 전환
- 2021년 3월 : 제29회 졸업식 (총 678명)
- 2021년 3월 : 제32회 입학식

## 설치 학과
- 미용예술과
- 전자기계과